# Cassà de la Selva
Cassà de la Selva ist eine katalanische Stadt in der Provinz Girona im Nordosten Spaniens. Sie liegt in der Comarca Gironès.

## Kultur und Sehenswürdigkeiten
Gotische Kirche aus dem 16. Jahrhundert

## Gemeindepartnerschaft
Cassà de la Selva unterhält eine Partnerschaft mit der schwedischen Gemeinde Bräcke.

## Einzelnachweise

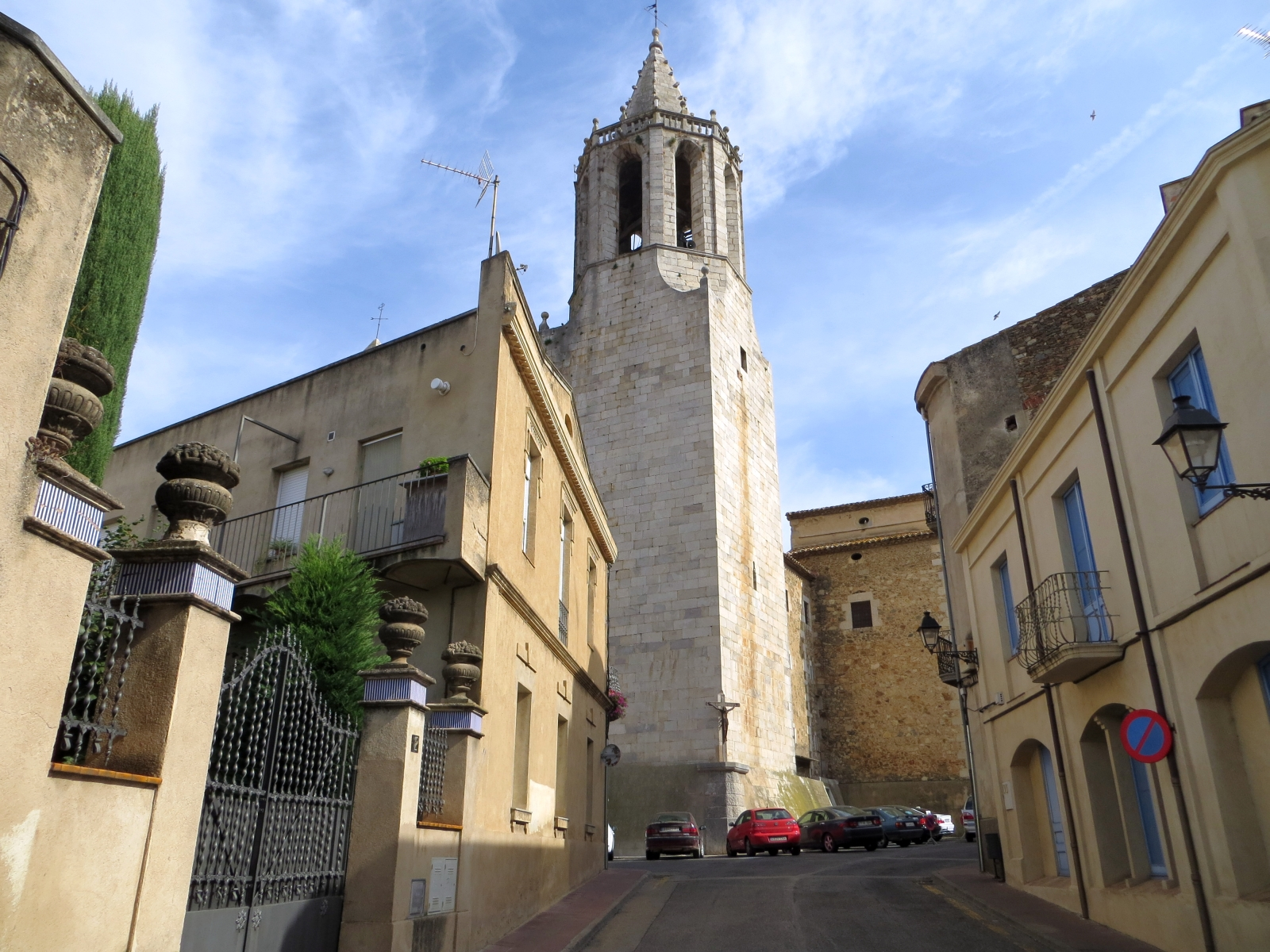
Gotische Kirche aus dem 16. Jahrhundert in Cassà de la Selva